# Incontrolable
Incontrolable è un album live della band spagnola Ska-P, pubblicato nel 2004. La confezione è composta da un CD con i più grandi successi della band, e da un DVD dove, oltre ai vari contenuti speciali, si trovano i video live della band registrati direttamente da vari concerti del tour Que corra la voz del 2003.
Durante il concerto viene nominato più volte Carlo Giuliani, ragazzo ucciso il 20 luglio 2001 durante i fatti del G8 di Genova.

## Tracce
1. Estampida (Live a Torino)
2. Gato López
3. El niño soldado (live nei Paesi Bassi)
4. Planeta Eskoria
5. Mestizaje
6. Intifada
7. El vals del obrero[2]
8. Mis colegas
9. Vergüenza
10. Solamente per pensare (versione in italiano di Solamente por pensar)
11. Romero el madero
12. Welcome to hell
13. A la mierda
14. Kasposos (Live a Parigi)
15. Paramilitar
16. Cannabis

## Formazione
- Pulpul (Roberto Gañan Ojea) - voce, chitarra
- Joxemi (Jose Miguel Redin Redin) - chitarra, voce
- Julio  (Julio Cesar Sanchez) - basso, voce
- Kogote (Alberto Javier Amado) - tastiere, voce
- Luismi - batteria, percussioni
- Pipi (Ricardo Degaldo de la Obra) - voce, showman